# GP Sven Nys 2006
De 7e editie van de cyclocross GP Sven Nys op de Balenberg in Baal werd gehouden op 1 januari 2006. De wedstrijd maakte deel uit van de GvA Trofee veldrijden 2005-2006. Lars Boom won de wedstrijd voor titelverdediger Sven Nys. 

## Mannen elite

### Uitslag
| Plaats | Naam                | Ploeg                     | Tijd     |
| ------ | ------------------- | ------------------------- | -------- |
| 1      | Lars Boom           | Rabobank Continental Team | onbekend |
| 2      | Sven Nys            | Rabobank                  | onbekend |
| 3      | Niels Albert        | Palmans-Cras              | onbekend |
| 4      | Gerben de Knegt     | Rabobank Continental Team | onbekend |
| 5      | Enrico Franzoi      | Lampre-Fondital           | onbekend |
| 6      | Erwin Vervecken     | Fidea Cycling Team        | onbekend |
| 7      | Richard Groenendaal | Rabobank Continental Team | onbekend |
| 8      | Bart Wellens        | Fidea Cycling Team        | onbekend |
| 9      | Peter Van Santvliet | Fidea Cycling Team        | onbekend |
| 10     | Zdeněk Štybar       | Fidea Cycling Team        | onbekend |